# Blanca Picany
Blanca Picany   (1232 - 1316) fou una noble mallorquina esposa del filòsof Ramon Llull amb qui va tenir dos fills i amb qui va compartir la vida durant uns anys.
Pertanyia a una família cristiana que s'havia establert a Mallorca després de la conquesta de l'illa per Jaume I el 1229; els Llull gaudien d'una bona posició. Blanca i Ramon es van casar el 1257, quan Ramon Llull tenia vint-i-cinc anys. Van viure gràcies a l'herència familiar i a la posició de Ramon, senescal de la taula del rei de Mallorca a la cort del príncep Jaume, el fill petit de Jaume I que el 1276 seria rei de Mallorca. Van tenir dos fills, Domènec, al qual va dedicar, passat el temps, algunes obres per l'ajuda en la seva formació, i Magdalena, casada amb el noble Pere de Sentmenat.
Al voltant de l'any 1263, a l'edat de trenta anys, Ramon Llull va prendre la resolució de canviar totalment la seva vida i dedicar la al servei de Déu i se’n va anar a meditar a Rocamador, un santuari del sud de França, per emprendre el pelegrinatge fins a Santiago de Compostel·la.
Va acabar abandonant la família i Blanca s'adreçà al batle de la ciutat de Mallorca, Pere de Caldes, per demanar-li que nomenàs un administrador que tingués cura de les possessions de la família, perquè el seu marit s'havia fet contemplatiu i havia desatès l'administració domèstica dels seus béns temporals, tal com diu un document datat el 13 de març de 1276.
Ramon Llull, a vuitanta-un anys, a l'hora de redactar el seu testament (1313), va deixar uns diners a Domènec i a Magdalena; Blanca Picany potser havia mort i per aquest motiu no apareix en el document.